# Dulce de Souza Gonçalves

Dulce de Souza Gonçalves (2024)

Dulce de Souza Gonçalves (Lisboa, 1973) é uma escritora e docente portuguesa, com uma carreira consolidada no ensino e na investigação educativa, sendo, ainda, formadora de professores.

### Formação académica
- É doutorada em Psicologia da Educação.
- Realizou Mestrado em Literatura e Cultura Portuguesa e Pós-Graduação em Necessidades Educativas Especiais.
- Licenciou-se em Estudos Portugueses.
- Frequentou o Instituto de Odivelas durante a adolescência.

### Carreira profissional
- É docente desde 1995, tendo lecionado no ensino básico e no secundário, mas, também, no ensino superior.
- Foi mentora e fundadora da Associação sem fins lucrativos Mentes Sorridentes, tendo criado o programa Mentes Sorridentes , baseado no treino de Mindfulness, cujos benefícios foram amplamento avaliados cientificamente.
- Autora de obras na área da literatura infantojuvenil (Gonçalves, 2005) , tem um diário autobiográfico e uma novela publicadas, além de obras e artigos académicos no contexto da educação e saúde mental.

### Honras e Prémios
- Finalista do Global Teacher Prize em 2018.
- Vencedora do Global Teacher Award em 2021.

- Recebeu o Prémio Almirante Teixeira da Mota (2000).

## Prémio Revelação Agustina Bessa-Luís (2024)
Em 2024, foi-lhe atribuído o Prémio Literário Revelação Agustina Bessa-Luís pelo romance O Processo. O galardão, criado pela Estoril Sol em homenagem à escritora Agustina Bessa-Luís, contempla a publicação da obra pela Editorial Gradiva, em 2025. 
O romance O Processo foi elogiado pelo júri, presidido por Guilherme d’Oliveira Martins, por revelar notável "segurança estilística” e “grande frescura literária”, ao retratar a história recente de resistência à ditadura portuguesa, o fenómeno da emigração nos anos 1960, o Maio de 68 em França e o protesto da Capela do Rato em 1972, oferecendo um olhar vívido sobre o imaginário de um Portugal contemporâneo marcado por virtudes e contradições. 
Inspirado numa história real, o romance desenrola-se entre Portugal, França e Brasil, acompanhando a narrativa de uma sobrinha que procura compreender as raízes da sua liberdade ao investigar o passado político do tio, um antigo preso político que teve uma relação com fortes laços pessoais e históricos com uma jovem francesa. 
Segundo a autora, "esta obra acabou por ser uma viagem pela memória coletiva, mas, também, uma oportunidade de dar voz aos silêncios da História, mostrando como estes continuam a moldar a nossa herança emocional e a nossa identidade. Esta narrativa ganha ainda mais relevo no mundo atual porque as sombras da ditadura subsistem e é do silêncio, do esquecimento e da ignorância que se alimentam. Escrever e ler é não esquecer. É manter a chama acesa, sempre". 